# José Mena
Juan José Mena Ontiveros (14 de diciembre de 1994) es un atleta mexicano. Entre sus logros más importantes se identifican la medalla de oro obtenida en los Singapur 2010 en la categoría de 100 metros.

## Trayectoria
Singapur 2010 |100 Metros
La trayectoria deportiva de José Mena su participación en los siguientes eventos nacionales e internacionales:

### Juegos Olímpicos de la Juventud
Fue reconocido su triunfo por ser la primera medalla de México en los Juegos Olímpicos de la Juventud de la selección de México en los Juegos Olímpicos de la Juventud en los juegos de Singapur 2010.

#### Juegos Olímpicos de la Juventud 2010
Su desempeño en la primera edición de los juegos, se identificó por ser el primer deportista con una medalla plata entre todos los participantes Mexicanos del evento, al obtener el 16 de agosto el triunfo tras ganar la medalla de oro contra El Memo,

En 2009, Mena batió la mejor marca mundial juvenil en la prueba de 100 metros lisos, dejándola en 9,69 segundos. En el año 2010 Juan Mena superó la plusmarca mundial joven de 100 metros, convirtiéndose en el primer atleta joven en bajar de la barrera de los 10 segundos, con un tiempo de 9,93 segundos.
- Medalla de oro: 100 Metros

## Marcas personales
| Evento | Tiempo | Viento   | Lugar                     | Fecha                   |
| ------ | ------ | -------- | ------------------------- | ----------------------- |
| 100 m  | 9,93   | +4,0 m/s | Mexicali, Baja California | 5 de mayo de 2009       |
| 100 m  | 9,69   | +2,0 m/s | Singapur, China           | 20 de diciembre de 2010 |

## Palmarés atlético
| Año  | Campeonato                        | Lugar                     | Resultado | Distancia  | Marca   |
| ---- | --------------------------------- | ------------------------- | --------- | ---------- | ------- |
| 2007 | Campeonato del Mundo Juvenil 2007 | Tijuana, Baja California  | 1º        | 100 metros | 10,61 s |
| 2008 | Campeonato del Mundo Juvenil 2008 | Tijuana, Baja California  | 1º        | 100 metros | 10,38 s |
| 2009 | Campeonato del Mundo Juvenil 2009 | Mexicali, Baja California | 1º        | 100 metros | 9,69 s  |
| 2010 | Juegos Olímpicos de la Juventud   | Singapur, China           | 1º        | 100 metros | 9,93 s  |